# 2015年臺灣燈會
2015臺灣燈會為臺灣2015年在臺中市舉辦的第26屆燈會，展覽時間為2015年2月27日至2015年3月15日，於臺中市烏日區高鐵臺中站特定區、北區臺中公園、豐原區豐原車站至廟東商圈、大里區大里文創聚落（臺中軟體園區）的台灣大型元宵節燈會，11天展期4個燈區總計超過1,375萬人次。
2015臺灣燈會結束後，主燈「吉羊納百福」由臺中市政府典藏（實際上已在燈會後拆除)，另外4座副燈「魚躍成龍」由臺灣觀光遊樂區協會典藏、「鳳凰嬉春」由杉林溪森林遊樂區典藏、「吉羊如意」由臺灣觀光遊樂區協會典藏、「夢想啟航」則由泰雅渡假村典藏。

## 吉祥物
- 飛飛：男款造型帥氣取名為「飛飛」，除了胸前的微笑曲線，並手持按讚手勢，以藍色系為主，展現臺中帥氣領航的飛揚神采
- 揚揚：女款造型可愛取名為「揚揚」（諧音-羊） ，胸前則是象徵微笑與勝利的上揚弧線，以粉色系呈現。
- 兩位代言人合體則象徵「臺中飛揚」，名稱討喜又好記。

## 主燈
吉羊納百福
總高度為歷年最高約23.4公尺，重量約30公噸，以「金羊獻瑞、五穀豐收」為設計精神，設計發想取自古代民間傳說：羊盜五穀種籽予人間因而捨身取義，在人們播下五穀種籽後，土地長出莊稼，五穀豐登，社稷安寧。造形係依據遠古金文「羊」之象形文字，塑造出具有一對大角，昂首遠視、身型簡約，搭配底座步步高陞之山巒，象徵臺灣不斷向上發展高陞。
開燈六步驟
1. 臺中著風物
2. 陽餅鳳梨酥
3. 元夜燈如晝
4. 康衢笑相持
5. 虔誠奉聖母
6. 吉羊納百福

## 副燈
- 魚躍成龍
- 鳳凰嬉春
- 吉羊如意
- 夢想啟航
- 註：除[吉羊如意]位於豐原車站作為豐原燈區之主燈外，其餘三個副燈都位於烏日高鐵大燈區

## 臺中公園燈區
- 主燈：吉羊康泰
- 法輪大法船
  - 輪法輪
  - 蓮花
  - 真善忍
- 孔子開智慧 順天保平安

## 大里文創聚落(光之谷)燈區
- 三羊開泰

## 烏日高鐵特定大燈區(其他展區)
- 台灣燈會主燈
- 開燈台
- 台灣燈會主題螢幕
- 祈福燈林
- 文創區
  - 為展現臺灣文化創新思維，首度於「台灣燈會」展演期間規劃文創區，提供文創工作者創作平臺，設計與「台灣燈會」有關之紀念品，讓各種多元多樣的在地文化、特色及創意獲得加值應用的機會，藉此行銷臺灣並活絡文創產業市場，帶動觀光產值。
- 鳳冠門
  - 以大甲鎮瀾宮媽祖信仰為發想，取「鳳冠珠串、媽祖庇佑」之寓意，以千盞紅燈籠排列成巨型「媽祖鳳冠」之藝術裝置，居高臨下呈現四方平穩、莊嚴肅雅之美感，希望賞燈遊客在璀璨光影中漫遊穿梭其下，祈求平安，並庇佑來年順遂。
- 蘋安門
  - 蘋同平之諧音，有「平安」之意，周遭四隻蝙蝠則有「賜福」意涵，整體造型寓意為平安賜福，拱門伴以繁花盛開，象徵四季如春，整體飾以蝴蝶飛舞，預兆新年生氣蓬勃景象。
- 飛揚門
  - 以本次燈會主題「臺中飛揚（羊）」為設計主軸，用現代雕塑結合多彩燈光，以千支風車妝點高度近16公尺巨型「臺灣山羊」，表現臺中市引領中臺灣發展領頭羊之地位，白天看風車隨風輪轉，夜晚伴隨燈光律動展演，象徵羊年乘風而起，時來運轉。
- 彩繪燈區
  - 以「虹彩咩咩」為燈區主題，由藝術家與臺中市民共同創作99隻各式彩繪羊燈，並聚集或散落於燈區各角落，現場搭配行政院退輔會所屬清境農場提供之活體綿羊展示區及剪羊毛表演等特色活動，以虛實交錯手法勾勒羊群放牧草原之景。燈區中央另呈現羊群排列躍越羊圈之視覺意象，象徵臺灣飛揚、城市躍進之意涵。
  - 清境農場
- 美食文化燈區
  - 兒童燈謎區
  - 首創以燈區方式結合550個特色攤位，展售臺中風味美食、伴手禮、農特產品與文創商品，讓民眾可一邊品嘗美食、一邊賞燈。
- 競賽燈區
  - 以「金山紫霞」及「山屯金輝」為主題，巧妙呈現臺中「屯山地景」，再藉紫星燈串與流金紗展演璀璨燈效，象徵連綿屯山圍繞群聚，襯托爭奇鬥艷競賽燈組。
  - 另有歷年均極受好評與注目之矯正機關競賽花燈及親子組、國中組、高中職組、大專社會組等製燈好手之參賽花燈相互輝映，將燈會布置為喜氣洋洋。
- 競賽與民間花燈
- 歡樂燈區
  - 臺中麗寶樂園：忍者大冒險
  - 飛牛牧場：魅力飛牛 體驗無限
  - 六福村主題遊樂園：六福村Jungle Jungle奇幻旅程
  - 杉林溪森林生態渡假園區：花好月圓富貴來˙幸福森林衫林溪
  - 陽明海運股份有限公司：陽明海運關懷海洋文化．航運節能環保
  - 九族文化村：九族娜魯灣家族陪你一同慶元宵
  - 悠遊卡股份有限公司：悠遊卡點亮心幸福
  - 劍湖山世界：劍湖山世界讓您神氣一整年
  - 小叮噹科學主題樂園：喜慶叮噹fun羊趣
  - 小人國主題樂園
  - 遠雄海洋公園：海洋守護者
  - 泰雅渡假村
- 交流燈區
  - 暢遊江蘇、樂享南京
  - 科舉文化
  - 夫子廟大照壁
  - 老南京記憶
- 創意燈區
  - 懸崖上高聳的城堡，是魔法世界的地標，由魔法師及火龍負責守護，神祕的洞穴則由神勇的羊頭戰馬看守，在遍布著奇形異樹的神秘森林裡，有著各異的生物，轉個彎就呈現不同的景致，還有可愛的羊群、動物及美麗的仙子與大家一起同遊，連「喔熊」也在這秘境裡尋寶探險到流連忘返，前所未有的神祕世界，等大家來歷險!
- 傳統燈區
  - 幸福樂活
  - 藍帶海洋
  - 山海花都
  - 低碳永續
  - 經典爵士
  - 心動臺中
- 民俗文化(宗教)燈區
- 族群融合(客家)燈區
- 族群融合(原民)燈區
- 29花車燈區
  - 臺中車站&臺中BRT(臺中中區公所)
  - 豐原燈區歡迎您(豐原區公所)
  - 臺中軟體園區(大里區公所)
  - 花樣新社(新社區公所)
  - 花現后里&繞樑之音(后里區公所)
  - 大甲媽祖照佑臺中(大甲區公所)
  - 高鐵烏日站&成功嶺(烏日區公所)
  - 幸福西屯樂活臺中-逢甲大夜市(西屯區公所)
  - 國際大臺中-谷關溫泉(和平區公所)
  - 東門橋-臺中南天宮(東區區公所)
  - 礦溪書院(大肚區公所)
  - 惼蝠洞(太平區公所)
  - 梧棲觀光漁港(梧棲區公所)
  - (東勢區公所)
  - 臺中飛機場(沙鹿區公所)
  - 東海藝術街(龍井區公所)
  - 幸福洋溢 霧峰飛揚(霧峰區公所)
  - 摘星山莊(潭子區公所)
  - 珍惜每一滴水-水是不可替代的貫貴資源(石岡區公所)
  - 人文科技 樂活 關懷(南屯區公所)
  - 臺中市南區花燈(南區區公所)
  - 中國醫藥大學附設醫院(北區區公所)
  - 大雅廚具(大雅區公所)
  - (神岡區公所)
  - (大安區公所)
  - (東勢區公所)
  - 浪漫風情遊西區(西區區公所)
  - 豐樂公園拱橋(南屯區公所)
  - (北屯區公所)
- 友好城市燈區
  - 名偵探柯南花燈
  - 福地常熟
  - 昆曲故里-昆山
- 城市願景燈區
  - 中臺灣電影中心
  - 臺中城市文化館
- 樂農花博燈區
  - 樂農花博臺中飛揚
  - 大慶祥雅榖
  - 農遊太平頭-2015太平枇杷節系列活動(太平區農會)
  - 臺中好酒
  - 步步菇昇(新社區農會)
  - 幸福百果樹(東勢區農會)
  - 蔬果隧道
- 觀光特色燈區
  - 老皮
  - 臺中公園湖心亭
  - 梨山好茶
  - 台灣公主遊艇
  - 大坑清新橋-蝴蝶橋
  - 錐璨豐華
  - 清新溫泉
  - 谷關吊橋
  - 谷關溫泉
  - 后豐鐵馬道
  - 后里馬場
  - 彩虹村
  - 我愛臺中
- 低碳永續燈區
  - 環保藝術
  - 吉羊開泰
  - 綠色大地
  - 電池回收源救地球
  - 小客車花燈
  - 日立變蘋冷氣
- 產業科技燈區
  - 偉大的科學家
  - 生生不息羊溢幸福
  - 大同寶寶騎飛龍
  - 天然氣環保潔淨無汙染
  - 智慧臺中文創飛揚
  - 環保羊首運轉臺中
  - 中華民國光電學會
  - 裕珍馨
  - 臺灣光谷在臺中
  - 互動燈區
  - 工業發展羊羊得意
  - 領頭羊

## 相片集

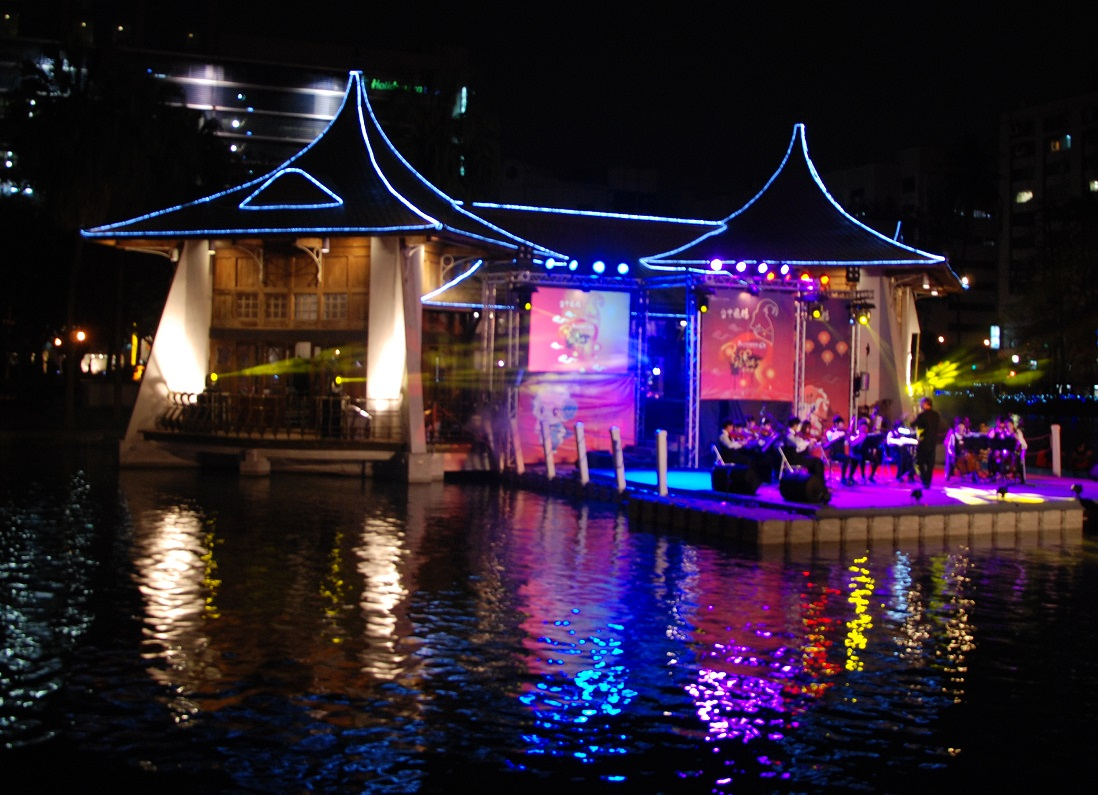
臺中公園燈區的湖心亭

## 交通
主燈區（臺中高鐵特定區）
- 臺灣高鐵臺中站
- 臺鐵新烏日車站
- 公車客運：高鐵台中站#聯外大眾運輸
- 接駁車：南轉運站－P1、P2、P3、P4、P5停車場，北轉運站－老虎城購物中心

豐原燈區（豐原車站-廟東夜市）
- 臺鐵豐原車站
- 公車客運：豐原車站#客運轉運站、廟東夜市#交通
- 接駁車：永豐餘停車場－豐原車站，鎮清宮停車場、葫蘆墩圳停車場、社皮地下停車場－豐原車站，豐原大道（環線站牌接停靠）－豐原車站

臺中公園燈區
- 臺鐵臺中車站（徒步約10分鐘）
- 臺中BRT臺中火車站（徒步約10分鐘）
- 公車客運：臺中公園#交通

大里燈區（東湖公園、臺中軟體園區）
搭乘公車客運（50、53、100、100副、107、108、132、151、6322、6871、6899）至大里圖書館(中興路)或草湖站上下車

## 閉幕
2015年台灣燈會於3月15日晚上10點半畫下完美句點，台中市長林佳龍除了向所有台灣燈會的幕後英雄致敬外，並在交通部長觀光局長謝謂君的監交下將象徵主辦權的「台灣燈會」黃色燈籠交給桃園市長鄭文燦，代表2016年臺灣燈會由桃園市接手舉辦。

## 外部連結
- 2015台灣燈會在臺中(交通部官方網站)
- 2015臺灣燈會在臺中(臺中市政府官方網站)